# Anticoma grandis
Anticoma grandis is een rondwormensoort uit de familie van de Anticomidae.